# Шетелиг, Хокон
Хокон Шетелиг (25.06.1877 — 22.07.1955) — норвежский археолог. С 1901 года куратор Бергенского музея. В 1915—1942 гг. профессор Бергенского университета.
Член Норвежской академии наук.
Член-корреспондент Британской академии (1938).
Командор Королевского Норвежского ордена Святого Олафа (1946).